# Albatros L 70
L'Albatros L 70 fu un aereo monomotore, biposto e biplano, sviluppato dall'azienda aeronautica tedesca Albatros Flugzeugwerke GmbH nella prima parte degli anni venti.
L'Albatros L 70 era un biplano da ricognizione a due posti alimentato da un motore a pistoni a V Napier Lion, e solo uno fu costruito nel 1924/1925.